# Étienne André Bapst
Pour les articles homonymes, voir Bapst.
Étienne André Bapst (1856-1935) est un général de division français de la Première Guerre mondiale.

## Biographie

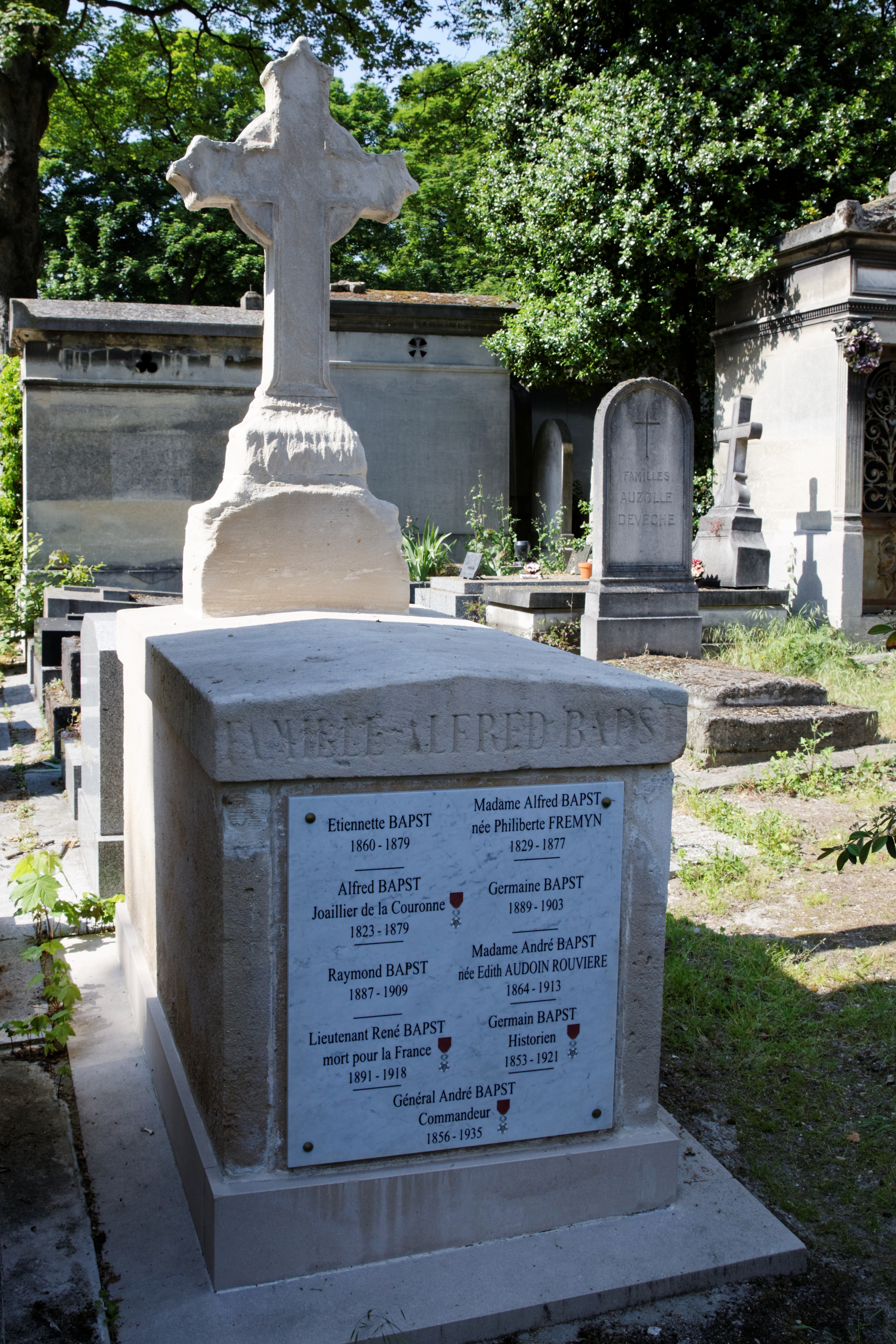
Tombe au cimetière du Père-Lachaise.

Étienne André Bapst est le fils de Paul-Alfred Bapst, dernier joaillier de la Couronne et cousin de Jules Bapst, joaillier et directeur de journal. L'érudit Germain Bapst est son frère aîné.
Il entre à l'école polytechnique en 1875 puis intègre l'armée de terre, dans l'artillerie. Devenu général de brigade en 1915, il combattra durant la Première Guerre mondiale à la tête de la 72e division d'infanterie de réserve. Il est mis en disponibilité en mars 1916 puis placé dans le cadre de réserve le 17 décembre 1917.
Il meurt le 2 novembre 1935, à 79 ans, et est inhumé au cimetière du Père-Lachaise (58e division).

### Grades
- 01/10/1877 sous-lieutenant
- 01/10/1879 lieutenant
- 13/05/1885 capitaine
- 16/04/1898 chef d'escadron
- 09/05/1906 lieutenant-colonel
- 25/09/1909 colonel
- 19/06/1913: général de brigade
- 15/02/1915: général de division

### Décorations
- Légion d'honneur[3] ,[4]

 Chevalier, le 29 décembre 1896.
 Officier, le 11 juillet 1914.
 Commandeur, le 11 juillet 1928. « Cote LH/102/36 »
- Croix de Guerre 1914-1918.

### Postes
- 24/12/1909: chef de corps du  2e régiment d'artillerie
- 21/12/1912: commandant de l'artillerie du  12e Corps d'armée (12e Brigade d'Artillerie)
- 31/10/1914: commandant de la  72e division d'infanterie de réserve
- 02/03/1916: en disponibilité
- 17/12/1917: placé dans la section de réserve